# Chorley
Chorley ist eine Stadt im District Chorley in der Grafschaft Lancashire, England. Chorley ist 45,5 km von Lancaster entfernt. Im Jahr 2011 hatte es eine Bevölkerung von 36.183 und Borough of Chorley 107.155.
Der Round Loaf ist ein Tumulus auf dem Anglezarke Moor östlich von Chorley. 

## Persönlichkeiten
- Henry Tate (1819–1899), Industrieller, Gründer der Tate Gallery
- Charles Lightoller (1874–1952), Seemann
- Leonora Carrington (1917–2011), Malerin, Bildhauerin, Schriftstellerin und Dramatikerin
- Thomas Edward Hope (1923–1987), Romanist und Sprachwissenschaftler
- Charlie Ashcroft (1926–2010), Fußballspieler
- Anthony Hitchen (1930–1988), römisch-katholischer Geistlicher und Weihbischof in Liverpool
- Harry Entwistle (* 1940), anglikanischer Bischof und römisch-katholischer Geistlicher
- David Ambrose (* 1943), Schriftsteller
- John Foxx (* 1948), Sänger der Band Ultravox
- Paul Mariner (1953–2021), Fußballspieler
- Sue Goffe (* 1964), Filmproduzentin
- Jason Queally (* 1970), Radrennfahrer und Bahnradsportler
- David Unsworth (* 1973), Fußballspieler
- Paul McKenna (* 1977), Fußballspieler
- Joseph Gilgun (* 1984), Schauspieler
- Dave Ryding (* 1986), Skirennläufer
- Anna Hopkin (* 1996), Schwimmerin